# Тайдонский
Тайдонский — упразднённый посёлок в Крапивинском районе Кемеровской области. На момент упразднения входил в состав Салтымаковского сельского поселения. Исключен из учётных данных в 1997 году.

## География
Располагался на правом берегу реки Тайдон в месте впадения в неё реки Улуманда, на расстоянии примерно 15 км по прямой к северо-востоку от села Салтымаково.

## История
Возник как посёлок лесорубов Тайдонского леспромхоза. Указом Президиума ВС РСФСР от 11 июля 1966 года посёлок Улуманда переименован в Тайдонский.
В 1950-х — 1970-х годах в поселке действовала лесовозная узкоколейна железная дорога, которая отходила от посёлка в верх по течению реки Улуманда.
В 1976 году посёлок попал в зону затопления Крапивинского гидроузла.

## Население
| 1970 | 1979 | 1989 |
| ---- | ---- | ---- |
| 369  | ↘183 | ↘22  |